# Сухореченский сельсовет (Бузулукский район)
Сухореченский сельсовет — муниципальное образование в Бузулукском районе Оренбургской области.
Административный центр — село Сухоречка.

## Административное устройство
В состав сельского поселения входят 3 населённых пункта:
- село Сухоречка,
- посёлок Бузулукское Лесничество,
- посёлок Мичурино.

## Достопримечательности
- Геолого-геоморфологический памятник природы «Овраг Сухореченский Коралл». Находится  в 1 км к югу от села Сухоречка. Крупный овраг на правобережье реки Ток, сильно ветвится на мелкие глубокие отвершки, которые соприкосаясь, образуют останцы в виде пиков и гребней.
- Геологический памятник природы «Овраг Сухореченский Каньон». Находится в 0,5 км к югу от села Сухоречка. Крупный линейный овраг с отвесными скалами, высотой до 15 м. Разрезает толщу лёгких известковых суглинков и глинистый песков.
- Геологический памятник природы «Атаманская гора и придорожный утёс-выемка». Находится в 5 км к юго-востоку от села Сухоречка. Площадь — 120,0 га.
- Ландшафтно-ботанический памятник природы «Овраг Липуша». Глубокий и узкий лог, вскрывающий песчаники, аргиллиты и слоистые пески на правобережье реки Самары. По дну лога протекает ручей, а склоны густо поросли дубом, липой, вязью, осиной и берёзой.
- Ландшафтно-ботанический памятник природы «Петриковский Лог». Находится в 3 км к юго-западу от села Сухоречка. Байрачная дубрава с примесью липы, клёна остролистного, берёзы. Объект охватывает глубокий лог с ручьём, впадающим в реку Самара.
- Храм иконы Казанской Божией Матери.
- Памятник воинам, погибшим в годы ВОВ. Расположен в центре села Сухоречка.
- Могила борцов за Советскую власть, расстрелянных белоказаками в 1918 году.
- Могила командира партизанского отряда Кузнецова Якова Павловича (1893—1918).
- Обелиск воинам Чапаевской дивизии.

## Заслуженные люди
- Асеев Фёдор Константинович — Герой Советского Союза.
- Клименко Михаил Гаврилович — Герой Советского Союза.

## Галерея
- Овраг Сухореченский Коралл
- Овраг Сухореченский Коралл
- Овраг Сухореченский Каньон
- Овраг Сухореченский Каньон
- Храм иконы Казанской Божией Матери
- Памятник воинам, погибшим в годы ВОВ
- Могила борцов за Советскую власть, расстрелянных белоказаками в 1918 г.
- Могила командира партизанского отряда Кузнецова Я. П., расстрелянного дутовцами
- Обелиск воинам Чапаевской дивизии